# Kościół św. Wojciecha w Krzeczowie
Kościół św. Wojciecha w Krzeczowie – drewniany kościół z przełomu XVI i XVII wieku, zlokalizowany w Krzeczowie, w województwie małopolskim, w powiecie myślenickim, w gminie Lubień. Zbudowany pierwotnie w Łętowni, w roku 1760 przeniesiony na nowe miejsce, montaż kościoła ukończono w 1765. 

## Historia
Kościół pierwotnie znajdował się w Łętowni, jego fundatorem była rodzina Melsztyńskich. Po wybudowaniu nowego kościoła w Łętowni pozostawał nieużytkowany. W roku 1760 został zakupiony przez dwie mieszkanki Krzeczowa, których imiona - Jadwiga i Małgorzata - zostały przechowane w podaniu, według którego obie miały być szwaczkami. Według tej historii, zapisanej w kronice parafialnej, kościół przeniesiony został z odległej o 4 kilometry Łętowni w ciągu półtora dnia, pracowali przy przenoszeniu chłopi z całej okolicy Myślenic, za co w nagrodę objęci zostali przez krakowskiego biskupa Kajetana Sołtyka odpustem zupełnym.
W latach 1958–1959 kościół został przebudowany, przebudowano wówczas ścianę ołtarzową i rozszerzono prezbiterium. W roku 1958 zakupiono dla kościoła nowe organy. W 1969 r. kościół wpisany został do rejestru zabytków. Jest elementem małopolskiego szlaku architektury drewnianej.

## Architektura
Kościół św. Wojciecha jest budowlą jednonawową, wzniesioną z drewna w konstrukcji zrębowej. Elewacja kościoła jest oszalowana, dach kryty gontem. Wieża posiada konstrukcję słupowo-ramową, dach kryjący nawę i prezbiterium dwuspadowy z sygnaturką. Wnętrze pokrywają polichromie z XVIII wieku, w ołtarzu z XVII w. znajduje się szesnastowieczny obraz Matki Boskiej zwanej Krzeczowską, ponad tym obrazem znajduje się obraz z końca XVII wieku przedstawiający Trójcę Świętą. Dodatkowym wyposażeniem kościoła są dwa skrzydła gotyckiego tryptyku z XVI w., przemalowanego w XX w., barokowa ambona i kamienna chrzcielnica z XVIII w. Przy kościele znajdują się dwie współczesne kapliczki. W jednej z nich, autorstwa Józefa Wrony z Tokarni, znajduje się rzeźba Chrystusa Frasobliwego, w drugiej, wykonanej przez Jana Ziębę z Krzczonowa - postać górala.

## Galeria

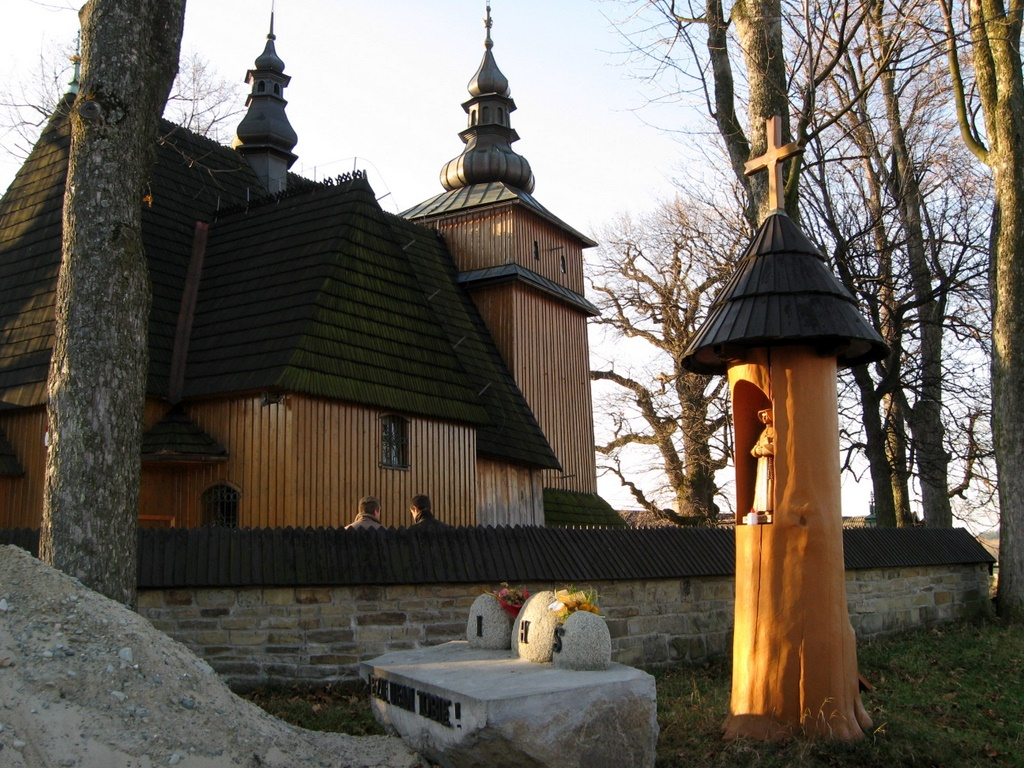
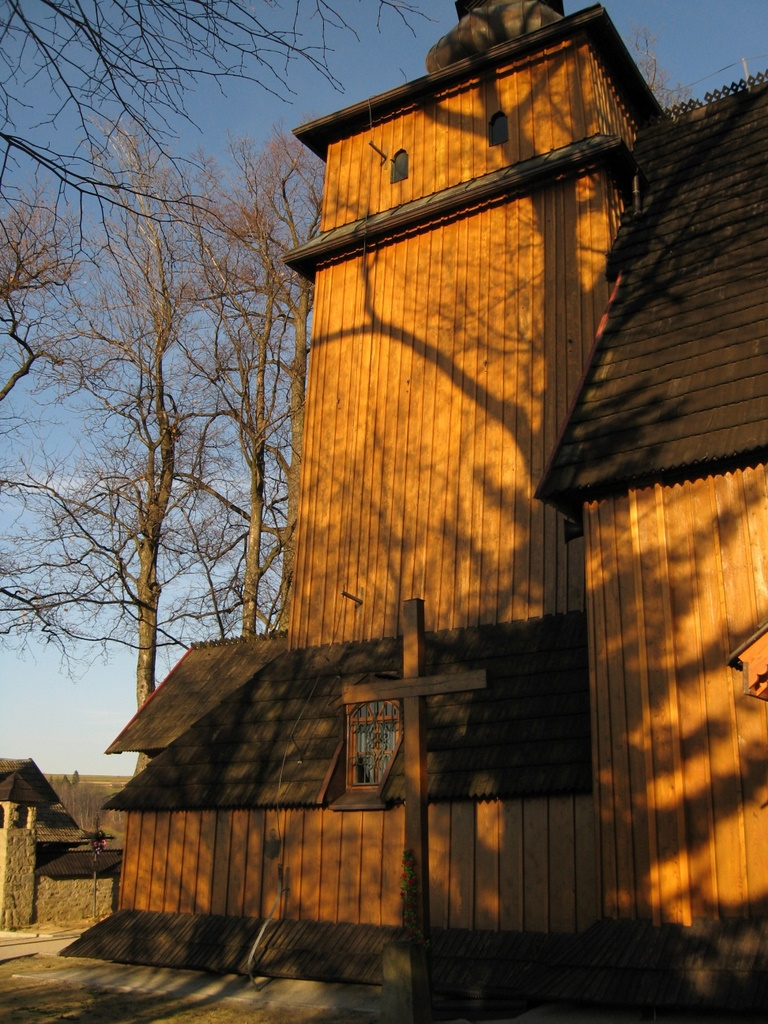
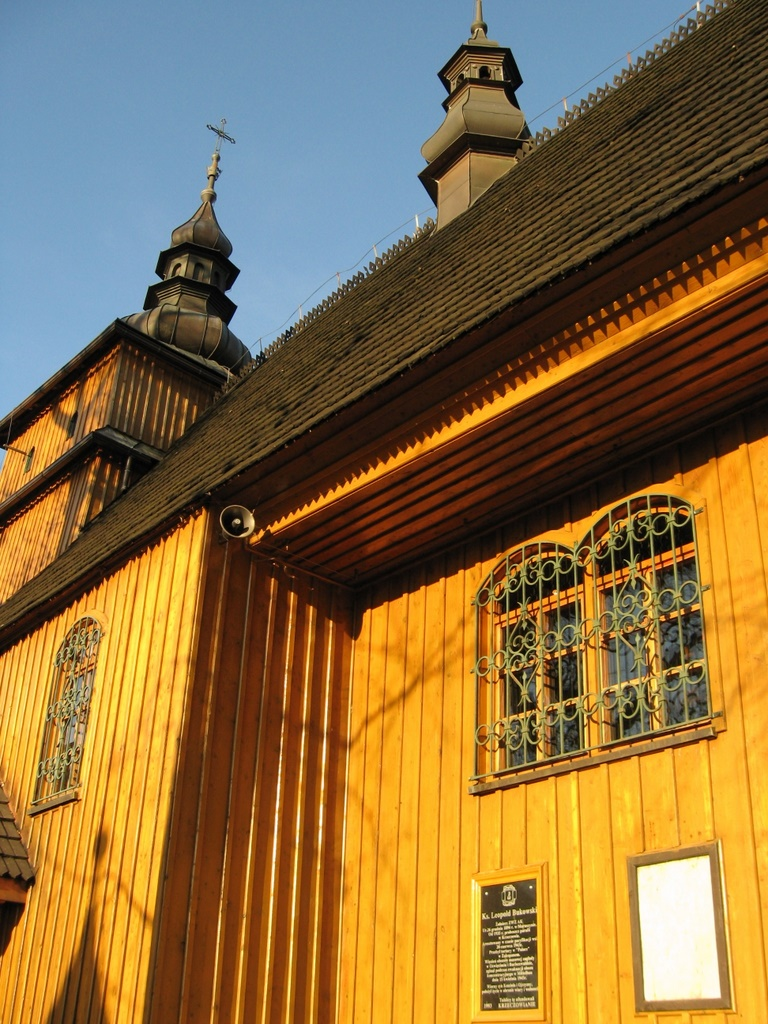

Krzeczów - Kościół św. Wojciecha 